# Etapa de reação
Uma etapa de reação (por alguns autores tratado também como passo de uma reação) de uma reação química é definida como: "Uma reação elementar, constituindo um dos estágios de uma reação em etapas na qual um intermediário de reação (ou, para a primeira etapa, os reagentes) é convertido no próximo intermediário de reação (ou, para a última etapa, os produtos) na sequência de intermediários entre reagentes e produtos".